# Doraemon - Il film: Le avventure di Nobita e dei cinque esploratori
Doraemon - Il film: Le avventure di Nobita e dei cinque esploratori (ドラえもん 新・のび太の大魔境〜ペコと5人の探検隊〜 ?, Doraemon Shin Nobita no Daimakyo ~Peko to 5-nin no Tankentai~ ) è un film d'animazione del 2015 diretto da Shinnosuke Yakuwa.
Si tratta del trentaduesimo film d'animazione tratto dalla serie Doraemon di Fujiko Fujio
Il film è un remake della pellicola del 1982 intitolata Doraemon nel paese delle meraviglie.

## Trama
Shizuka, Nobita, Gian e Suneo discutono per intraprendere un'avventura durante le loro vacanze estive. Nobita va al supermercato e trova un cane randagio, che decide di tenere. Nobita e i suoi amici decidono di partire per l'Africa. Dopo varie avventure, il cane rivela la sua identità spiegando di essere il principe di un regno dei cani, dove ora governa un cattivissimo usurpatore. Insieme all'aiuto di Nobita, Gian, Suneo e Shizuka, riescono a scacciarlo e a riconsegnare il trono al legittimo principe.

## Colonna sonora

### Sigle
| Giappone | Giappone                                          | Giappone                  | Giappone |
| Tipo     | Titolo                                            | Cantante                  |          |
| -------- | ------------------------------------------------- | ------------------------- | -------- |
| Opening  | Yume o kanaete Doraemon (夢をかなえてドラえもん?) | mao, Himawari Kids (coro) |          |
| Ending   | "Hikari no Signal" (光のシグナル?)                | Kis-My-Ft2                |          |

## Distribuzione
Il film è stato distribuito nelle sale giapponesi l'8 marzo 2014, mentre in Italia è stato distribuito al cinema da Lucky Red e Sky Cinema dal 7 maggio 2015, diventando il sesto film anime per incassi nella nazione. In Italia i primi minuti del film sono andati in onda in anteprima su Boing e Sky Cinema ai primi di maggio 2015. È disponibile in DVD e Blu Ray a partire dal 4 settembre 2015. In Italia il film è stato trasmesso integralmente in TV sulle reti Sky nel 2016. La scena alla fine in cui Shizuka cerca di farsi il bagno nel palazzo del re pensando di essere da sola è stata tagliata quando il 12 luglio 2020 il film è stato trasmesso su Boing e Boing Plus.

### Edizione italiana
L'edizione italiana è a cura di Romina Franzini per Lucky Red, doppiata presso la Merak Film di Milano su dialoghi di Antonella Marcora, mentre la direzione del doppiaggio è di Davide Garbolino.